# Consonant postalveolar
Una consonant postalveolar (o simplement postalveolar en l'àmbit de la fonètica) és aquella consonant que s'articula tocant amb la punta de la llengua la part mitjana de la boca, una posició intermèdia entre un so alveolar i un de palatal (de fet en algunes llengües es considera una subdivisió d'aquest darrer). Sons com [ʃ], per exemple, són postalveolars segons l'AFI però es consideren directament palatals en alguns idiomes (com el català), ja que es pronuncien una mica endarrerits.
Carbonell & Llisterri, explícitament categoritzen les consonants de cuixa i puja, és a dir /ʃ/ i /ʒ/, com a postalveolars.

## En altres llengües
Alguns exemples de consonants postalveolars en llengües properes:
| AFI | Descripció                    | Exemple  | Exemple    | Exemple   | Exemple    |
| AFI | Descripció                    | Llengua  | Ortografia | AFI       | Significat |
| --- | ----------------------------- | -------- | ---------- | --------- | ---------- |
| dʒ  | africada postalveolar sonora  | català   | metge      | ['medʒə]  | metge      |
| dʒ  | africada postalveolar sonora  | angles   | jug        | ['dʒʌg]   | gerro      |
| dʒ  | africada postalveolar sonora  | italià   | legge      | ['ledʒe]  | llei       |
| dʒ  | africada postalveolar sonora  | romanès  | deget      | ['dedʒet] | dit        |
| tʃ  | africada postalveolar sorda   | català   | metxa      | ['metʃə]  | metxa      |
| tʃ  | africada postalveolar sorda   | angles   | chip       | ['tʃɪp]   | xip        |
| tʃ  | africada postalveolar sorda   | castellà | chico      | ['tʃiko]  | noi        |
| tʃ  | africada postalveolar sorda   | italià   | faccia     | [fat'tʃa] | cara       |
| ʒ   | fricativa postalveolar sonora | català   | puja       | ['puʒə]   | puja       |
| ʒ   | fricativa postalveolar sonora | anglès   | vision     | ['vɪʒən]  | visió      |
| ʒ   | fricativa postalveolar sonora | francès  | bijou      | [bi'ʒu]   | joia       |
| ʃ   | fricativa postalveolar sorda  | català   | cuixa      | ['kuʃə]   | cuixa      |
| ʃ   | fricativa postalveolar sorda  | anglès   | ship       | ['ʃɪp]    | nau        |
| ʃ   | fricativa postalveolar sorda  | italià   | sciocco    | ['ʃokko]  | estúpid    |